# 12447 Єйтскап
12447 Єйтскап (12447 Yatescup) — астероїд головного поясу, відкритий 4 грудня 1996 року.
Тіссеранів параметр щодо Юпітера — 3,661.
Кубок «Єйтс кап» — нагорода, яку щороку восени вручають переможцям футбольної першості університету Онтаріо. Заснував її Генрі Бріджес Єйтс у 1898. Серед усіх нагород у цьому виді спорту «Єйтс кап» має найтривалішу неперервну історію розіграшів.